# Fabrique royale de tapisseries
La Fabrique royale de tapisseries (en espagnol : Real Fábrica de Tapices de Santa Bárbara) est l'une des fabriques royales d'Espagne (es) pour la fabrication d'objets de luxe créés par la politique mercantiliste des Lumières espagnole. Après l'interruption, à la suite des traités d'Utrecht, de l'importation de tapisseries flamandes, qui fournissaient les pièces destinées aux demeures royales, Philippe V fonde la Fabrique royale de tapisserie en 1721 en imitant des ateliers royaux français suivant le modèle de Colbert.
Depuis 1889, elle se trouve dans le quartier Pacífico de Madrid, dans un bâtiment construit entre 1889 et 1891. Elle maintient toujours l'activité pour laquelle elle a été créée.

## Histoire

### Débuts
Philippe V fonde en 1721 la Fabrique royale pour développer la fabrication de tapisseries nationales et ainsi ne plus dépendre des importations hollandaises et françaises. Il fait alors appel à l'Anversois Jacobo Vandergoten qu'il nomme directeur et qui vient s'installer avec sa famille.
Elle est située sur une propriété de la banlieue madrilène, à côté de la Porte de Santa Bárbara, de laquelle la Fabrique emprunte le nom. Sont installés des métiers de basse lice qui suivaient des modèles réalisés par les peintres de la Cour. Lors des premières années, les modèles étaient ceux de l'école flamande inspirés par l'école de David Teniers III et Philips Wouwerman. En 1734, son fils, Jacobo Vandergoten « le Jeune », inaugure une nouvelle usine qui travaille avec des hautes lices, plus modernes.
La Fabrique commence à acquérir une véritable importance en 1746, lors du règne de Ferdinand VI, avec le mécénat royal et l'unification des deux manufactures. Les styles des cartons sont rénovés : après l'école flamande, c'est sur les peintres italiens, tels que Jacopo Amigoni et Corrado Giaquinto, et français, tels que Louis-Michel van Loo et Michel-Ange Houasse, que l'on jette son dévolu, notamment avec la collaboration d'Andrés de la Calleja et Antonio González Ruiz. Avec eux, les thèmes sont également mis au gout du jour, avec une plus grande variété s'ouvrant à des motifs mythologiques et à la peinture de mœurs qui répondent aux fins décoratives de ces fabriques. En plus de ces thèmes, sont développées des séries historiques, dont une Historia de Don Quijote (« Histoire de Don Quichotte ») qui se fait l'écho des personnages de fiction d'un livre qui était déjà considéré comme un grand classique.

### Époque dorée
Mais c'est avec Charles III et sous la direction d'Anton Raphael Mengs que la fabrication de tapisserie vivra son époque la plus brillante. Le Tchèque, nommé premier Peintre de la Cour dès son arrivée en Espagne, introduit un concept néoclassique dans la composition sans omettre le pittoresque alors appliqué aux thèmes de mœurs, scènes, types et paysages espagnols, qui est le fruit de la philosophie des Lumières, qui souhaitent une plus grande connaissance de la réalité du pays. Pour cela, il est accompagné de l'architecte Francesco Sabatini pour diriger la Fabrique royale, puis, en son absence, de Francisco Bayeu (nommé directeur après Mengs) et Mariano Salvador Maella. De jeunes artistes espagnols sont engagés, tels que José del Castillo, Ginés Andrés de Aguirre (es), Antonio Barbazza, Mariano Nani (es), Zacarías González Velázquez, José Juan Camarón y Meliá et Ramón Bayeu.
Mais le peintre qui se montre clairement au-dessus est Francisco de Goya, depuis son arrivée en 1775 comme peintre de cartons jusqu'en 1792, où à la suite d'une maladie qui le rendra sourd, il s'éloignera définitivement de ce travail, — son premier à la Cour madrilène. C'est lui qui parvient à conjuguer les styles des écoles antérieures pour en créer un propre qui caractérisera la Fabrique royale jusqu'à son déclin après le règne de Charles IV d'Espagne et la Guerre d'indépendance espagnole.
À la fin du XIXe siècle, la Fabrique royale déménage son activité dans un local construit entre 1889 et 1891.
Au début du XXe siècle, Alphonse XIII essaie de se moderniser et de favoriser la création contemporaine en incorporant des artistes modernes de l'époque.
L'institution récupère son statut de Fabrique royale en 1982 et est consolidée et réformée en 1992.

### Actualité
La Fabrique royale de tapisserie continue son activité sous l'égide d'une fondation — créée en 1996 par le Ministère de la Culture face au danger de disparition de l'institution — qui perpétue la tradition tricentenaire de la production artisanale de tapisserie dans le but de maintenir en vie cette institution culturelle ainsi que les métiers artisanaux qui lui sont propres, mais en voie d'extinction. La fondation a ainsi l'objectif de conserver et divulguer les trésors artistiques historiques et de continuer la tâche de reproduire les compositions d'auteurs contemporains, comme ça a été le cas au XXe siècle avec des œuvres de José Maria Sert, Manuel Viola, Pablo Picasso ou encore Salvador Dalí, parmi les plus prestigieux.
Le 19 octobre 2006, la Fabrique royale de tapisserie de Santa Bárbara est déclarée Bien d'intérêt culturel dans la catégorie de Monument, et pour lequel l'édifice serait le support physique de l'activité. En effet, il s'agit aussi de maintenir les métiers artistiques et de garantir la conservation et la restauration des textiles du patrimoine historique espagnol.
Ainsi, la fondation promeut un programme de formation de nouveaux artisans au travers des écoles-ateliers successifs (1999-2011) ainsi qu'un ambitieux processus d'innovation technologique pour se situer à l'avant-garde de la conservation du patrimoine.
La Fabrique royale de tapisserie est considérée comme un « musée vivant » : les visiteurs peuvent contempler directement l'activité des tapissiers, avec leurs coulisses, machines et laines, ainsi que les œuvres — dont certaines sont parmi les meilleurs tapis d'Europe — exposées sur ses murs et dans les entrepôts ; elle organise également de nombreuses expositions, avec notamment des cartons de Raphaël et Pierre Paul Rubens. La Fabrique royale possède des archives composées de plus de 520 dossiers qui hébergent plus de 2 500 esquisses de tapis et de cartons historiques, dont certains de Goya. Restaurant des pièces d'autres institutions, elle a installé en 2005 une machine à laver les textiles de grand format, avec un système d'immersion contrôlée et mise sous monitorage.

## Architecture
Après sa première localisation près de l'ancienne Porte de Santa Bárbara, l'institution déménage en 1889 dans un bâtiment qui est l'œuvre de l'architecte José Segundo de Lema (es), et qui est toujours le bâtiment actuel. L'immeuble se construit sur un pâté de maisons provenant d'une ordonnance de l'oliveraie et du verger du convent d'Atocha, dans une zone où la création d'infrastructures industrielles prolifère de par sa proximité avec la station de train.
L'ensemble est formé par un bâtiment représentatif de trois étages. Les bâtiments industriels, dont l'étage bénéficie d'un plafond plus haut et a une disposition « en U », possède de grandes fenêtres, une cheminée et trois hangars auxiliaires ainsi que quelques remises. Il suit un style néo-mudéjar sobre, uniquement décoré de fenêtres et d'impostes, où la brique apparente brigue tout le protagonisme.
En 2008, les jardins de l'ensemble sont réhabilités grâce à la subvention du Ministère de l'Équipement et à l'appui de la Communauté de Madrid.